# Thomas Bidegain
Thomas Bidegain (Mauléon-Licharre, 28 marzo 1968) è uno sceneggiatore francese, noto per le sue collaborazioni col regista Jacques Audiard.

## Biografia
Figlio dell'industriale di sinistra José Bidegain, si laurea in economia e commercio all'università di Parigi-Dauphine: cinefilo sino dalla più tenera età, comincia a lavorare curando un catalogo di film stranieri per dei produttori di cinema losangelini. Tornato in patria «galvanizzato» da una proiezione di Storie di spie (1994) di Éric Rochant all'American Film Market, diventa presidente della distribuzione alla MK2. Lascerà poi quest'ultima per la Why Not Productions.
Collabora per la prima volta col regista Jacques Audiard in tal senso, aiutandolo a negoziare con James Toback i diritti per trarre un remake dal suo Rapsodia per un killer (1978). Firma quindi la sua prima sceneggiatura, per il film À boire (2004) della compagna di Audiard, Marion Vernoux: tramite quest'ultima ritrova Audiard, impegnato nelle riprese del remake, Tutti i battiti del mio cuore, che chiederà a Bidegain di operare alcune riscritture non accreditate del copione all'ultimo minuto. Positivamente colpito, gli chiederà nuovamente di collaborare, stavolta in via ufficiale, a quello che sarà il primo di una serie ininterrotta di film, Il profeta (2009): Bidegain, sceneggiatore dilettante, si impegna tre anni nella stesura della sceneggiatura, che gli varrà il plauso della critica e il premio César per la migliore sceneggiatura originale.
Diventato a 40 anni uno sceneggiatore a tempo pieno e "tra i più richiesti del cinema francese" secondo Les Inrockuptibles e Le Monde, vince un secondo César col seguente film di Audiard Un sapore di ruggine e ossa, che gli aveva proposto personalmente. Nel 2015 esordisce alla regia con Les Cowboys e co-sceneggia Dheepan - Una nuova vita di Audiard, Palma d'oro a Cannes.

## Filmografia parziale

### Sceneggiatore

#### Cinema
- À boire, regia di Marion Vernoux (2004)
- Il profeta (Un prophète), regia di Jacques Audiard (2009)
- E ora dove andiamo? (Wa-hallāʾ la-wēn?), regia di Nadine Labaki (2011)
- Un sapore di ruggine e ossa (De rouille et d'os), regia di Jacques Audiard (2012)
- À perdre la raison, regia di Joachim Lafosse (2012)
- Saint Laurent, regia di Bertrand Bonello (2014)
- La famiglia Bélier (La Famille Bélier), regia di Éric Lartigau (2014)
- La resistenza dell'aria (La Résistance de l'air), regia di Fred Grivois (2015)
- Ni le ciel ni la terre, regia di Clément Cogitore (2015)
- Les Cowboys, regia di Thomas Bidegain (2015)
- Dheepan - Una nuova vita (Dheepan), regia di Jacques Audiard (2015)
- Les Chevaliers blancs, regia di Joachim Lafosse (2015)
- Io danzerò (La Danseuse), regia di Stéphanie Di Giusto (2016)
- Le Fidèle - Una vita al massimo (Le Fidèle), regia di Michaël R. Roskam (2017)
- I fratelli Sisters (The Sisters Brothers), regia di Jacques Audiard (2018)
- La famosa invasione degli orsi in Sicilia (La Fameuse Invasion des ours en Sicile), regia di Lorenzo Mattotti (2019)
- #IoSonoQui (#jesuislà), regia di Éric Lartigau (2019)
- Eiffel, regia di Martin Bourboulon (2021)
- La ragazza di Stillwater (Stillwater), regia di Tom McCarthy (2021)
- Notre-Dame in fiamme (Notre-Dame brûle), regia di Jean-Jacques Annaud (2022)
- Emilia Pérez, regia di Jacques Audiard (2024)

#### Televisione
- Le Bureau - Sotto copertura (Le Bureau) – serie TV, episodi 5x09-5x10 (2020)

### Regista
- Les Cowboys (2015)

### Produttore esecutivo
- Claire Dolan, regia di Lodge Kerrigan (1998)
- La ragazza di Stillwater (Stillwater), regia di Tom McCarthy (2021)

## Riconoscimenti
- Premio Oscar
  - 2025 – Candidatura alla miglior sceneggiatura originale per Emilia Pérez
- Premio César
  - 2010 – Migliore sceneggiatura originale per Il profeta
  - 2013 – Miglior adattamento per Un sapore di ruggine e ossa
  - 2015 – Candidatura alla migliore sceneggiatura originale per La famiglia Bélier
  - 2016 – Candidatura alla migliore sceneggiatura originale per Les Cowboys
  - 2016 – Candidatura alla migliore opera prima per Les Cowboys
  - 2019 – Candidatura al miglior adattamento per I fratelli Sisters
  - 2025 – Candidatura al miglior adattamento per Emilia Pérez
- David di Donatello
  - 2020 – Candidatura alla migliore sceneggiatura adattata per La famosa invasione degli orsi in Sicilia
- European Film Award
  - 2009 – Candidatura alla migliore sceneggiatura per Il profeta